# Clarbec
Clarbec é uma comuna francesa na região administrativa da Normandia, no departamento Calvados. Estende-se por uma área de 9,78 km². Em 2010 a comuna tinha 369 habitantes (densidade: 37,7 hab./km²).